# کازوشی هانو
کازوشی هانو (انگلیسی: Kazushi Hano؛ زادهٔ ۲۱ ژوئن ۱۹۹۱) بازیکن راگبی ۷ نفره اهل ژاپن است.